# Bassaniodes graecus
Bassaniodes graecus is een spinnensoort uit de familie van de krabspinnen (Thomisidae).
De wetenschappelijke naam van de soort werd in 1837 als Xysticus graecus gepubliceerd door Carl Ludwig Koch.